# Ophthalmitis fasciata
Ophthalmitis fasciata är en fjärilsart som beskrevs av W. Warren 1900. Ophthalmitis fasciata ingår i släktet Ophthalmitis och familjen mätare. Inga underarter finns listade i Catalogue of Life.